# بوسانا
بوسانا (به ایتالیایی: Busana) یک کومونه در ایتالیا است که در استان رجو امیلیا واقع شده‌است.

## خصوصیات
بوسانا ۳۰٫۴ کیلومترمربع مساحت و ۱٬۲۷۸ نفر جمعیت دارد و ۸۵۰ متر بالاتر از سطح دریا واقع شده‌است.